# Charlotte Harding
Pour les articles homonymes, voir Harding.
Charlotte Harding, née le 31 août 1873 à Newark et morte le 1er novembre 1951 à Smithtown, est une illustratrice américaine. Elle signe ses œuvres de son nom de jeune fille, mais son nom dans sa vie privée est Charlotte Harding Brown après son mariage avec James A. Brown en 1905. Elle illustre des magazines, tels que The Saturday Evening Post et Harper's Bazaar, et des livres tels que Robin Hood.

## Biographie

### Jeunesse
Charlotte Harding, née à Newark, New Jersey, le 31 août 1873,, est la fille de Joseph et Charlotte Elizabeth Harding. Elle vit à Philadelphie à partir de 1880 et y fréquente les écoles publiques,. Son frère cadet, George Matthews Harding, devient également artiste et illustrateur .

### Éducation
De 1893 à 1894, Charlotte Harding est élève de Robert Henri à la Philadelphia School of Design for Women, où elle remporte la médaille d'or George W. Childs et la bourse Horstman. L'année suivante, elle est enseignante à l'école. Elle obtient une bourse  et poursuivit ses études à la Pennsylvania Academy of Fine Arts de 1894 à 1895  et est l'élève de Howard Pyle au Drexel Institute of Illustration de 1894 à 1900. Charlotte Harding est reconnue comme l'une des premières et remarquables élèves de Pyle. Ses œuvres sont exposées à Drexel en 1897 et 1898, dont l'une est commandée pour un manuscrit 

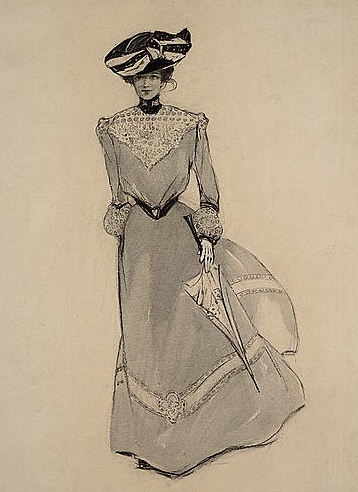
Un « changement rapide » pour le reste de l'après-midi, vers 1901 ; fusain, lavis et blanc opaque sur papier multicouche ; publié dans "Our Foolish Virgins" par Eliot Gregory, The Century Magazine, novembre 1901

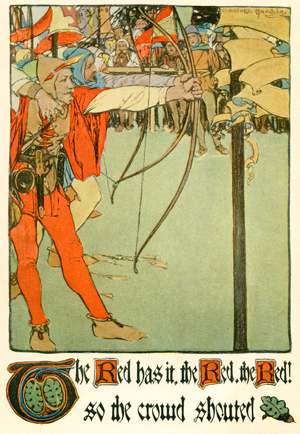
Frontispice pour Robin Hood par Eva March Tappan, ca. 1903.

Après avoir terminé ses études à Drexel, Charlotte Harding ouvre un atelier à Philadelphie avec Alice Barber Stephens. Elle illustre pour un certain nombre de magazines, dont Good Housekeeping , Harper's Bazaar, The Ladies 'Home Journal, McClure's Magazine, The Saturday Evening Post et The Century Magazine .
Elle fait partie des artistes qui contribuent à l'âge d'or de l'Illustration (1890-1920). D'autres femmes apportent une contribution significative au mouvement et illustrent "d'importants livres britanniques et américains", selon l'auteur Catherine Golden, sont Jessie Willcox Smith, Elizabeth Shippen Green et Violet Oakley. L'illustration de Charlotte Harding, Algy,  réalise pour un poème sur un garçon qui préfèrerait recevoir des baisers de sa mère plutôt que le chien de la famille.

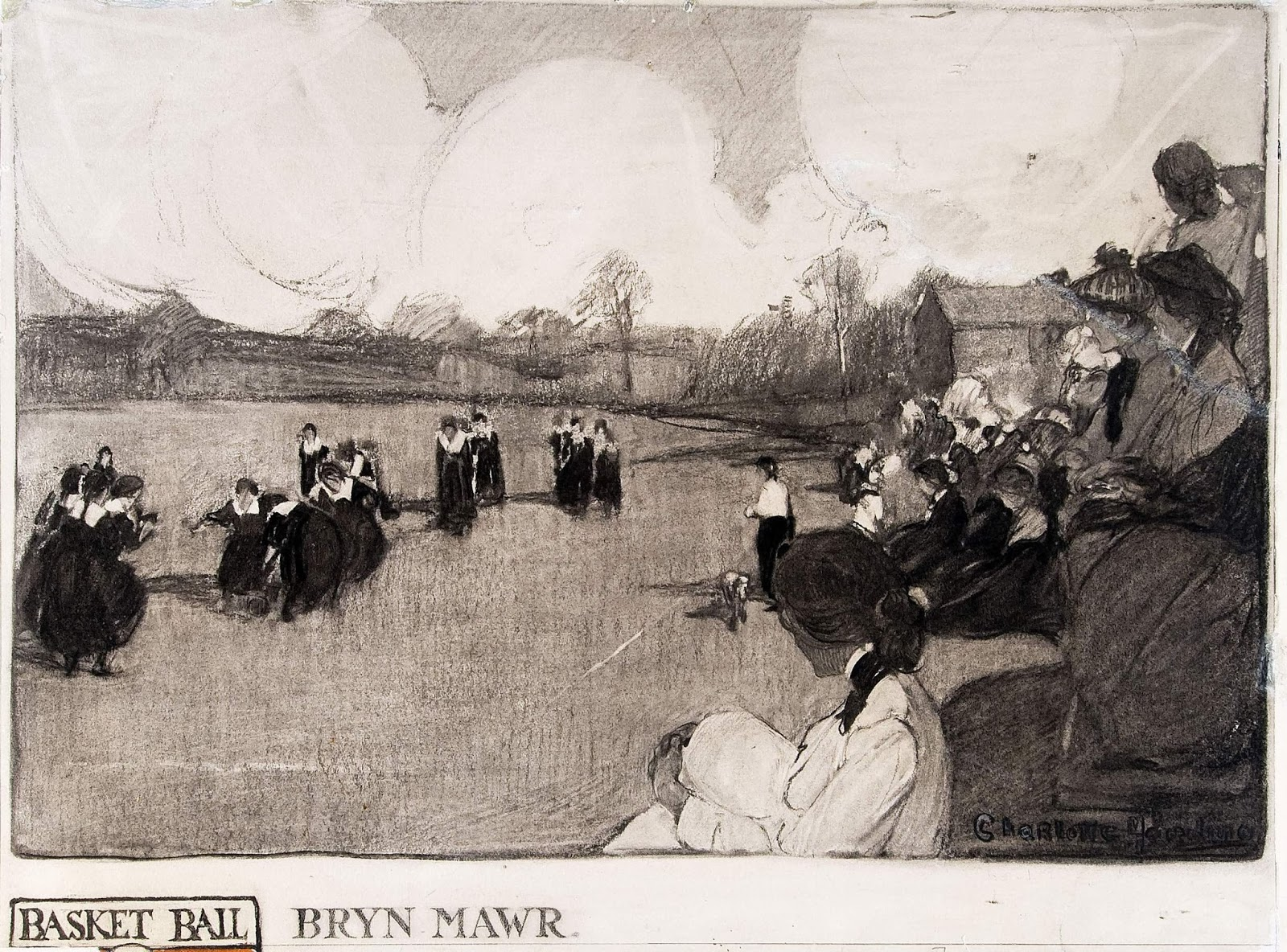
Basket Ball, Bryn Mawr, 1903. Illustration pour Alice Katherine Fallows, "Athletics for College Girls", Century, mai 1903, Brandywine River Museum.
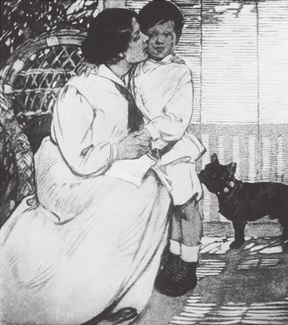
Algy, 1905. Illustration pour Helen Hay Whitney, Verses for Jock and Joan, The Hyde Collection, Glens Falls, New York

Charlotte Harding fait partie des membres fondateurs du Plastic Club en 1897 et y est membre jusqu'en 1913 et est membre du Philadelphia Watercolour Club. En 1900, elle reçoit des médailles d'argent à la Woman's Exposition de Londres et reçoit des honneurs et des prix à l'exposition de Saint-Louis de 1915 et à d'autres expositions. Elle  continue à signer ses œuvres "Carolyn Harding" après son mariage en 1905. Elle a un atelier et vit à Holmesburg, Philadelphie. Elle cesse d'illustrer en 1917.

### Vie privée
Elle épouse James Adams Brown, un ingénieur, en 1905,. Le couple a une fille, Charlotte Adams Brown.

### Mort
Elle meurt le 1er novembre 1951 à Smithtown, New York,.

## Illustrations
- Francis Neilson (Charlotte Harding, illustrator), Madame Bohemia, Philadelphia, J.B. Lippincott Company, 1901 (LCCN 00006439, lire en ligne)
- Margaret Howard Peterson (Charlotte Harding, illustrator), The Potter and the Clay: A Romance of Today, Boston, Lothrop Publishing Company, 1901 (LCCN 01031912, lire en ligne)
- Eva March Tappan (Charlotte Harding, illustrator), Robin Hood: His Book, Boston, Little, Brown & Company, 1903 (LCCN 03026880, lire en ligne)
- Hildegard Brooks (Charlotte Harding, illustrator), Daughters of Desperation, Edinburgh & London, McClure, Philip and Company, 1904 (LCCN 04008707)
- Elizabeth Garver Jordan (Charlotte Harding, illustrator), May Iverson—Her Book, New York and London, Harper and Brothers, 1904 (LCCN 04029183, lire en ligne)
- Helen Hay Whitney (Charlotte Harding, illustrator), Verses for Jock and Joan, New York, Fox, Duffield and Company, 1905 (LCCN 05033917)
- Mary Raymond Shipman Andrews (Charlotte Harding, illustrator), A Good Samaritan, New York, McClure, Philip and Company, 1906 (LCCN 06035945, lire en ligne)
- Helen Hay Whitney (Charlotte Harding, illustrator), Punch and Judy, New York, Duffield, 1906 (LCCN 07025150)
- Helen Reimensnyder Martin (Charlotte Harding and Alice Barber Stephens, illustrators), The Betrothal of Elypholate and Other Tales of the Pennsylvania Dutch, New York, The Century Company, 1907 (LCCN 07030437, lire en ligne)
- William Dean Howells (Charlotte Harding, illustrator), Fennel and Rue: A Novel, New York and London, Harper & Brothers, 1908 (LCCN 08009174, lire en ligne)
- Joel Chandler Harris (Charlotte Harding, illustrator), The Bishop and the Bogie-Man, London, Doubleday, Page and Company, 1909 (LCCN 09003878)
- Jean Webster (Charlotte Harding and Harry Linnell, illustrators), Much Ado about Peter, London; New York, Doubleday, Page & Company, 1909 (LCCN 09007143, lire en ligne)